# Gidselhåndteringsbog
Gidselhåndteringsbog (en. Coping with capture – Hostage Handbook on Somali Pirates), Søfartens Ledere har i samarbejde med Citadel Solutions, i februar 2012, udgivet en engelsksproget international gidselhåndbog.
Formålet med bogen er anvisning af praktisk håndtering af piratrelaterede krisesituationer.

## Ekstern henvisninger og kilder
- Maritime Danmark – Søfartens Ledere lancerer gidselhåndbog
- Coping with Capture – The educated hostage Arkiveret 13. juni 2012 hos  Wayback Machine